# Phanaeus vindex
Phanaeus vindex är en skalbaggsart som beskrevs av Macleay 1819. Phanaeus vindex ingår i släktet Phanaeus och familjen bladhorningar. Inga underarter finns listade i Catalogue of Life.

## Bildgalleri

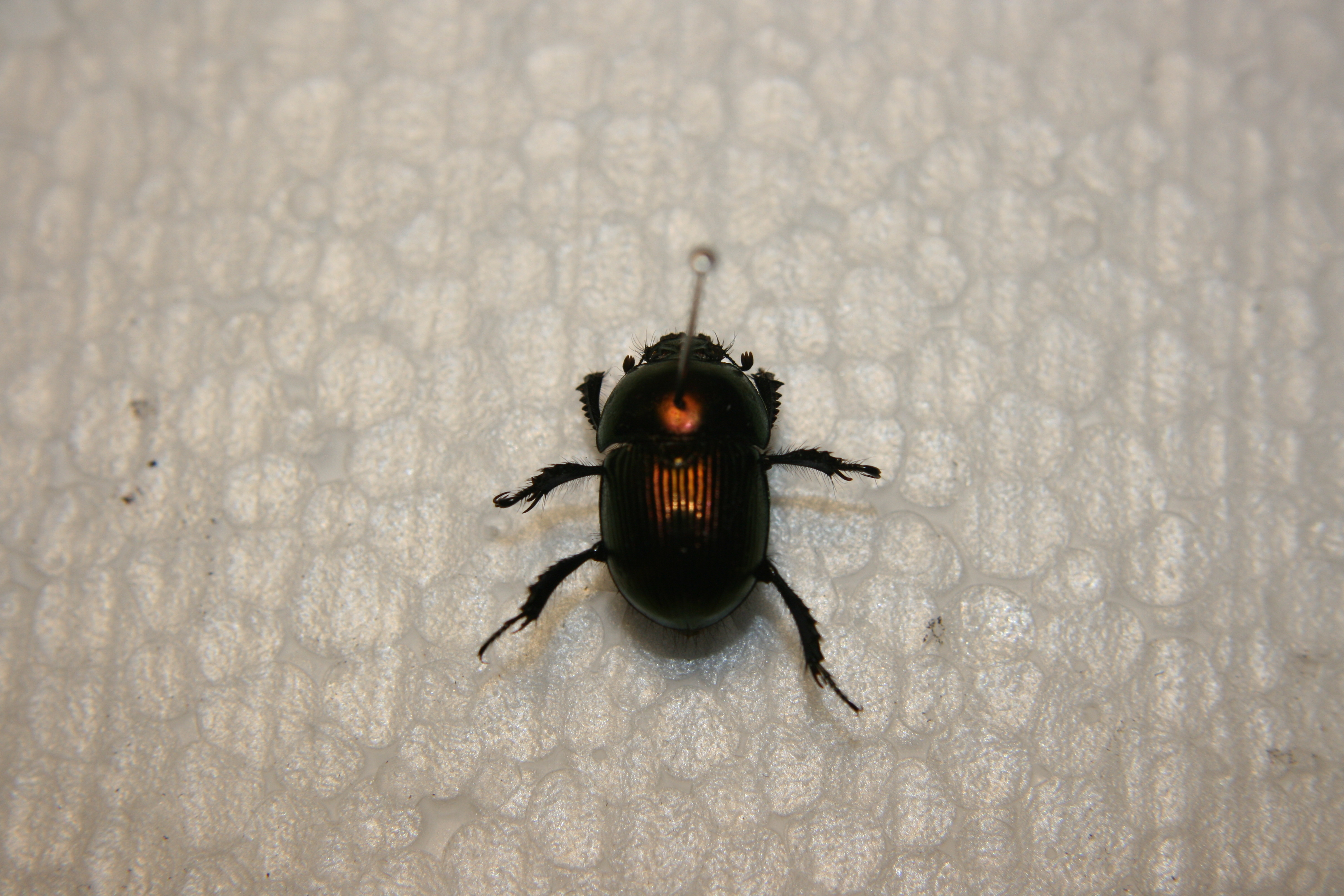
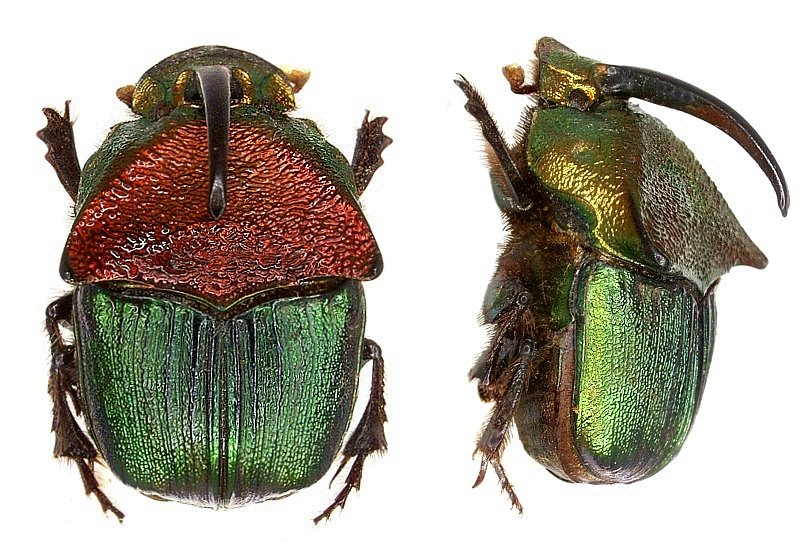